# San Antonio de Yare (paroisse civile)
Pour les articles homonymes, voir San Antonio de Yare et San Antonio (homonymie).
San Antonio de Yare est l'une des deux paroisses civiles de la municipalité de Simón Bolívar dans l'État de Miranda au Venezuela. Sa capitale est San Antonio de Yare. En 2011, sa population s'élève à 7 911 habitants.

## Géographie

### Démographie
Hormis sa capitale San Antonio de Yare, la paroisse civile possède plusieurs localités :
- El Tigre
- La Pica
- San Antonio de Yare (partie nord)